# Stazione di Nishi-Funabashi

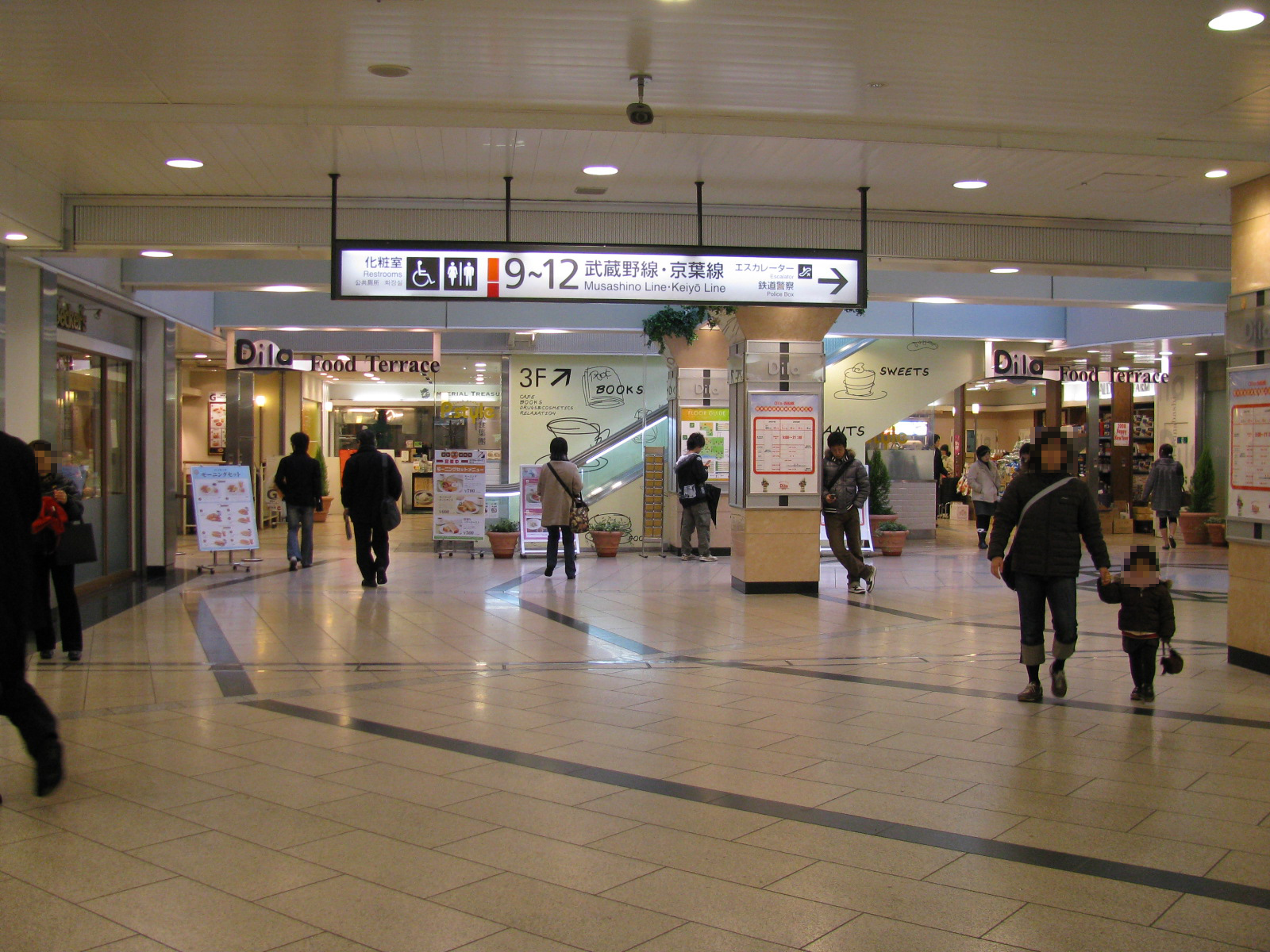
Vista degli interni della stazione JR

La stazione di Nishi-Funabashi (西船橋駅?, Nishi-Funabashi-eki) è un'importante stazione ferroviaria situata a Funabashi, nella prefettura di Chiba, nodo di interscambio fra la linea Tōzai della metropolitana di Tokyo, le linee Sōbu, Musashino e Keiyō della JR East e la ferrovia Rapida Tōyō. Per quanto riguarda la metropolitana, è la stazione più orientale di tutta la rete di Tokyo.

## Linee e servizi

### Linee ferroviarie suburbane
East Japan Railway Company
■ Linea Chūō-Sōbu
■ Linea Musashino (servizio diretto)
■ Linea Keiyō
 Società ferrovia Rapida Tōyō
● Ferrovia Rapida Tōyō

### Metropolitana
Tokyo Metro
 Linea Tōzai

## Struttura
La sezione JR East della stazione è costituita da due piazzali, uno in superficie per la linea Chūō-Sōbu, e uno in viadotto per la linea Musashino e Keiyō. I due piazzali possiedono rispettivamente quattro binari e due banchine a isola ciascuno. Sono disponibili diversi servizi, come scale mobili, ascensori, chioschi, sale d'attesa, una biglietteria presenziata e diverse automatiche, e servizi igienici.
| Binari               | Linea               | Destinazioni                           | Note |
| -------------------- | ------------------- | -------------------------------------- | --- |
| Binari in superficie |                     |                                        | |
| 1-2                  | ■ Linea Sōbu locale | per Funabashi, Tsudanuma e Chiba       | dal binario 2 solo un treno la mattina                                                                                      |
| 3-4                  | ■ Linea Sōbu locale | per Kinshichō, Akihabara e Shinjuku    | Il binario 3 è usato dai treni originantisi in questa stazione                                                              |
| Binari su viadotto   |                     |                                        | |
| 9-10                 | ■ Linea Musashino   | Shin-Matsudo e Minami-Urawa            | Alcuni treni dai binari 11 e 12                                                                                             |
| 11-12                | ■ Linea Keiyō       | per Maihama e Tokyo                    | Alcuni treni partono dai binari 9-10. Solitamente dal binario 11 partono i treni verso Tokyo e dal 12 verso Kaihin-Makuhari |
| 11-12                | ■ Linea Keiyō       | per Minami-Funabashi e Kaihin-Makuhari | Alcuni treni partono dai binari 9-10. Solitamente dal binario 11 partono i treni verso Tokyo e dal 12 verso Kaihin-Makuhari |

### Stazione Tokyo Metro e Toyo
La stazione, interscambio fra le due compagnie, è realizzata in superficie, con due marciapiedi a isola con quattro binari totali, e direttamente collegata alla stazione JR East.
| Binari | Linea                          | Destinazioni                         | Note |
| ------ | ------------------------------ | ------------------------------------ | --- |
| 5      | ■ Ferrovia Rapida Tōyō         | per Kita-Narashino e Tōyō-Katsutadai | |
| 5      | ■ Linea Sōbu (servizi diretti) | per Tsudanuma                        | solo nelle ore di punta                                                                                    |
| 6      | Linea Tōzai                    | per Urayasu, Nihombashi, Ōtemachi    | binario utilizzato per i treni terminanti qui                                                              |
| 6      | ■ Ferrovia Rapida Tōyō         | per Kita-Narashino e Tōyō-Katsutadai | solo nelle ore di punta                                                                                    |
| 6      | ■ Linea Sōbu (servizi diretti) | per Tsudanuma                        | solo nelle ore di punta del mattino                                                                        |
| 7      | Linea Tōzai                    | per Urayasu, Nihombashi e Ōtemachi   | A parte alcuni treni, binario utilizzato nelle ore di punta per i treni terminanti a questa stazione       |
| 8      | Linea Tōzai                    | per Urayasu, Nihombashi e Ōtemachi   | per Ferrovia Rapida Tōyō treni diretti provenienti dalla linea Sōbu e per i treni provenienti dal deposito |
| 8      | ■ Ferrovia Rapida Tōyō         | per Kita-Narashino e Tōyō-Katsutadai | solo per il primo treno                                                                                    |

## Stazioni adiacenti
JR East
| «                | Servizio                                | »                 |
| Linea Chūō-Sōbu  | Linea Chūō-Sōbu                         | Linea Chūō-Sōbu   |
| ---------------- | --------------------------------------- | ----------------- |
| Shimōsa-Nakayama | Locale                                  | Funabashi         |
| Linea Keiyō      |                                         |                   |
| Linea Musashino  |                                         |                   |
| Funabashi-Hōten  | Locale (verso Tokyo)                    | Ichikawa-Shiohama |
| Funabashi-Hōten  | Locale (verso Kaihin-Makuhari) Shimousa | Minami-Funabashi  |

Tokyo Metro
| «               | Servizio                | »                        |
| Linea Tōzai     | Linea Tōzai             | Linea Tōzai              |
| --------------- | ----------------------- | ------------------------ |
| Baraki-nakayama | Locale                  | Higashi-Kaijin Funabashi |
| Urayasu         | Rapido Rapido pendolari | Higashi-Kaijin Funabashi |

Ferrovia Rapida Tōyō
| «                    | Servizio                | »                    |
| Ferrovia Rapida Tōyō | Ferrovia Rapida Tōyō    | Ferrovia Rapida Tōyō |
| -------------------- | ----------------------- | -------------------- |
| Baraki-nakayama      | Locale                  | Higashi-Kaijin       |
| Urayasu              | Rapido Rapido pendolari | Higashi-Kaijin       |